# José Galcerán y Escrigás
José Galcerán y Escrigás (en catalán: Josep Galceran i Escrigàs; Prats de Llusanés, 1794 - 8 o 9 de septiembre de 1836) fue un militar español.

## Biografía
Hijo de Jerónimo Galcerán Lleopart y Antonia Escrigás, heredero de la familia tras la muerte de su hermano mayor, se hizo paraire, como su padre. Se casó en Prats de Llusanés el 22 de mayo de 1819 con Serafina Terrés i Comas, hija de una familia acomodada de pelaires originarios de Olván. Fueron padres de Jerónimo Galcerán. 
A finales del Trienio Liberal se convirtió en comandante de una partida realista durante la Guerra Realista y obtuvo del rey el Escudo de la Fidelidad  y una pequeña pensión que le ayudó a crear y mantener un batallón de voluntarios. Desencantado con el cariz del gobierno español, apoyó un absolutismo radical. El 1 de abril de 1827, coincidiendo con la Feria de las 40 horas, participó con Joan Cavalleria de Ripoll y José Busoms, Jep dels Estanys de Berguedà, en la Guerra de los Agraviados en Ripoll, encabezando una partida que derrotó a los Mozos de Escuadra. 
Tras el levantamiento nacieron sus otros cuatro hijos: Teresa, Juana, José Antón y Francisco, y murió su mujer a consecuencias del parto de su último hijo en febrero de 1829. A principios de la década de 1830 era el comandante de cuatro compañías de realistas que había formado, y se levantó en Prats de Llusanés el 5 de octubre de 1833, al comienzo de la primera guerra carlista, pero su revuelta fue sofocada por Manuel Llauder, por lo que huyó a Francia; fue indultado en 1834, pero su familia tuvo que dormir cada noche dentro de la villa amurallada y posteriormente fue desterrada medio año en Igualada.  Al volver prepararon un nuevo levantamiento carlista y fueron obligados de nuevo a dormir en villa amurallada. Aunque se dice que José murió en Prats de Llusanés durante un movimiento de tropas en el Valle de Merlès, solo fue herido, ya que hay constancia de que traspasó la frontera francesa acompañado por sus hijos y otros caudillos carlistas.